# Шереметев, Матвей Васильевич
Матвей Васильевич Шереметев (1629 — 10 июня 1657) — русский военачальник и государственный деятель, стольник и воевода. Входил в ближний круг царя Алексея Михайловича и в число его товарищей по охоте — «полчан».

## Биография

### При дворе царей Михаила и Алексея
Родившись в семье боярина Василия Петровича Шереметева и его жены Евдокии Богдановны, урождённой Полевой, Матвей Васильевич с юных лет был при дворе.
В 1644 году он находится в числе чашников царя Михаила Фёдоровича, с 1648 — рында. В 1648 году уехал со своим отцом, назначенным казанским воеводой, в Казань.
В 1650—1652 сопровождал царя Алексея Михайловича в загородных богомольных «походах» и присутствовал в Саввино-Сторожевском монастыре при открытии мощей Преподобного Саввы.

### Война с Польшей
Весной 1653 вместе со своим отцом отправился в Новгород. Там он и встретил начало русско-польской войны. Летом 1654 он взял Дисну и Друю, а в конце ноября был послан Москву с донесением о взятии Витебска войсками его отца, Василия Петровича. В том же году назначен витебским воеводой, сменив в этой должности своего отца, отправленного в Великие Луки для сборов новых войск. В это время оршанский подсудок князь Самуил Лукомский и полковник Кароль Лисовский попытались перекрыть дороги и лишить Витебск подвоза хлебных запасов. Но в январе 1655 года Матвей Васильевич решительными действиями разбил войска князя Лукомского и захватил у него весь обоз.
6 апреля 1655 года Матвею Васильевичу велено быть в Великих Луках «с отцом, с боярином и воеводой с Василием Петровичем Шереметевым». 15 мая 1655, по приказу отца, выдвинулся к городу Велижу. 27 мая, после отказа гарнизона от сдачи, он взял город в осаду, которая продлилась до 17 июня.
С конца 1655 до мая 1656 находился в Москве, где исполняя придворные обязанности, в марте 1656 встречал антиохийского патриарха Макария, а в начале мая того же года участвовал во встрече послов императора Фердинанда III.

### Война со Швецией
15 мая 1656 при выступлении царя Алексея Михайловича в поход на Ригу Матвей Васильевич был назначен головой в четвертую сотню стольников государева полка и получил сотенное знамя, «а на нем написан мученик Дмитрий Солунский по зеленной тафте, опушка тафта алая, крест и трубка серебрен золочен». В течение всего похода состоял при особе государя, в начале июля сопровождал царя в Спасский монастырь, находящийся в урочище Сельце, в окрестностях Полоцка, а в начале августа был рындой при отпуске венгерского и молдавского посланников и гонца курфюрста Бранденбургского.
В декабре 1656 Матвей Васильевич был назначен псковским воеводой, с царским приказом преследовать шведов, вторгшихся в псковские земли, «до стен Риги или Ревеля и потом сжечь и выпустошить всю страну». В начале марта 1657 в Псков прибыли назначенные к нему в товарищи окольничий князь Тимофей Иванович Щербатов и стольник князь Михаил Иванович Щетинин. В марте под Псково-Печерским монастырем у деревни Мигузице, в двух верстах от Нейгаузена, войска «стольника и воеводы Матвея Васильевича Шереметева… графа Магнуса и его полку неметцких людей многих побили и языки поймали».
В начале июня 1657 Матвей Васильевич с тремя тысячами ратных людей направился к замку Адзель на выручку Афанасию Ордину-Нащокину, которого осаждал генерал Левен. 9 июня в битве под Валком, когда отряд Шереметева завяз в болоте и начал отступать, Матвей Васильевич с небольшим отрядом продолжал отбиваться до тех пор, пока не упал вместе с лошадью, раненый двумя пулями в живот. Шведские драгуны подняли его и унесли в свой лагерь, где 10 июня 1657 года в 10 часов утра Матвей Васильевич Шереметев скончался.
Царь Алексей Михайлович до последнего надеялся, что Матвей Васильевич выживет. Когда Шереметев ещё был жив, он писал своему двоюродному брату Афанасию Ивановичу Матюшкину: «А о Матвее не тужи, будет жив, вперед ему к чести; радуйся, что люди целы, а Матвей будет по-прежнему».

## Семья
Матвей Васильевич был женат на Анастасии Федоровне Чемодановой, потомства у них не осталось. Через полтора года после смерти мужа Анастасию Федоровну взяли во дворец, в «мамы» к царевне Екатерине Алексеевне, родившейся 27 ноября 1658. Она на много лет пережила своего мужа и была в живых ещё 25 июня 1675.